# Хофхајм ам Таунус
Хофхајм ам Таунус (њем. Hofheim am Taunus) општина је у њемачкој савезној држави Хесен. Једно је од 12 општинских средишта округа Мајн-Таунус. Према процјени из 2010. у општини је живјело 38.339 становника. Посједује регионалну шифру (AGS) 6436007.

## Географски и демографски подаци
Хофхајм ам Таунус се налази у савезној држави Хесен у округу Мајн-Таунус. Општина се налази на надморској висини од 121–410 метара. Површина општине износи 57,4 km². У самом мјесту је, према процјени из 2010. године, живјело 38.339 становника. Просјечна густина становништва износи 668 становника/km².

## Међународна сарадња
| Мјесто    | Држава               | Врста сарадње | Од    |
| --------- | -------------------- | ------------- | ----- |
| Тенкодого | Буркина Фасо         | контакт       | 2008. |
| Тивертон  | Уједињено Краљевство | партнерство   | 1980. |
| Шинон     | Француска            | партнерство   | 1967. |
| Солихал   | Уједињено Краљевство | партнерство   | 1992. |
| Извор     |                      |               |       |